# 戈雷加奥恩
戈雷加奥恩（Goregaon），是印度马哈拉施特拉邦賴加德縣的一个城镇。总人口6868（2001年）。

## 人口
该地2001年总人口6868人，其中男性3415人，女性3453人；0—6岁人口799人，其中男412人，女387人；识字率78.83%，其中男性为83.75%，女性为73.96%。